# MHC Lelystad
MHC Lelystad (opgericht 20 maart 1972), kortweg 'MHCL', is met 700 leden de 3e hockeyclub van Flevoland.
Tot 20 maart 1972 kende Flevoland slechts één hockeyclub; de MHC Flevoland, gevestigd in Dronten. Begin 1972 besluiten enkele hockeyende Lelystedelingen dat de tijd rijp is om een eigen hockeyclub op te richten: MHC Lelystad (Mixed Hockey Club Lelystad). MHC Lelystad beschikt over 2 met zand ingestrooide velden, waarvan één in seizoen 2013-2014 in gebruik is genomen, en 1 waterveld dat voor aanvang van het seizoen 2016-2017 is aangelegd.
MHC Lelystad deed in het seizoen 2013-2014 ook voor het eerst mee met de officiële zaalcompetitie. Alle teams van MHC Lelystad nemen deel aan de zaalcompetitie.

## Geschiedenis
In 1972 krijgt de club een plekje aan het Sportpark Langezand, achter de reeds aanwezige Sport Vereniging Lelystad SVL en Tennisvereniging LTVL. In de eerste jaren zijn er nauwelijks faciliteiten maar desondanks stijgt het ledenaantal gestaag.
In 1975 krijgt de club het eerste clubhuis (een houten gebouw dat gebruikt was voor de aanleg van de polder) en hebben de leden de beschikking over twee grasvelden. Eind jaren 70 vinden de finales van de landskampioenschappen van Nederland allen plaats op het terrein van de club door de uitstekende staat van de grasvelden.
Vanwege de enorme ledengroei in de jaren 80 wordt het aantal velden al snel uitgebreid tot vijf. Het ledenaantal stijgt uiteindelijk tot ongeveer 500 en de eerste teams van de club boeken het ene succes na het andere. In 1987 krijgt de club als eerste in de polder een zandingestrooid kunstgrasveld. Het grootste clubsucces is begin jaren 90, wanneer het eerste herenteam promotie afdwingt naar de 1e klasse oost. In de hierop volgende seizoenen verdwijnen veel leden door allerlei omstandigheden en de club raakt in een neerwaartse spiraal. De eerste teams degraderen jaar na jaar en veel mensen stoppen of gaan elders hockeyen.
Het dieptepunt kwam in 1995, toen het toenmalige houten clubgebouw tot twee keer toe werd aangestoken en uiteindelijk geheel afbrandde. Door het ontbreken van een fatsoenlijke accommodatie daalt het ledenaantal tot rond de 150. Van de oorspronkelijke vijf velden is er nog maar 1 in gebruik: het hoofdveld (kunstgras). Er is nog wel een reserve-grasveld beschikbaar.
In 1997 kan na veel inspanningen van de leden een nieuw clubhuis gepresenteerd worden. Om vandalisme tegen te gaan is de accommodatie nu alleen nog toegankelijk via een hek. Nieuwe leden komen kijken en betere tijden breken aan.
Na de eeuwwisseling komen de senioren dicht bij promotie naar de 2e klasse, maar dat mislukt. Door de vernieuwde accommodatie stijgt het ledenaantal gestaag. De jeugdteams en de 2e en 3e teams verhuizen van de regio oost naar regio midden. Heren 1 volgt twee jaar later. Lange tijd kende de club geen damesteam, maar vanaf 2002 is er ook weer een Dames 1. In de zomer van 2004 wordt de toplaag van het enige kunstgras vervangen. Vanaf november 2005 heeft de club, na lang aandringen bij de gemeente, een tweede kunstgrasveld tot haar beschikking gekregen.
Het Scholierensportinitiatief van de gemeente, waarin Lelystadse scholieren kunnen kiezen welke sport zij 'gratis' mogen proberen, is een succes voor de MHCL. Vanaf 2007 groeit de club met 150 leden, voornamelijk jeugd. In 2010 bereikt de club de grens van 500 leden en het dan twaalf jaar oude clubhuis blijkt inmiddels klein.
In 2010 sluit de club een contract met het Sportbedrijf Lelystad voor de aanbouw van nieuwe kleedkamers en douches, toiletten en opslagruimte. Na acht maanden bouwen is de aanbouw gereed en beschikt de club over een kleedaccommodatie volgens de laatste normen.
Na enkele maanden pauze start de club met het opknappen en verbouwen van het oude gedeelte. De twee oude kleedkamers worden bij de bar getrokken en het hele gebouw ondergaat een metamorfose. Met de hulp van een grote groep vrijwilligers en sponsoren kan het clubhuis in slechts 2 maanden verbouwd worden; aan het begin van het seizoen 2011-2012 neemt de club het clubhuis alweer in gebruik.
Door de uitstekende samenwerking tussen gemeente, Sportbedrijf Lelystad en de vereniging start de aanleg van een 3e kunstgrasveld in oktober 2011. Door een constructie waarin alle partijen bijdragen aan de kosten van het veld, en het schrappen van een lichtinstallatie, is het mogelijk het 3e veld aan te realiseren. In maart 2012 komt het veld gereed en kan de club verder groeien.

## Ledenverhouding
De club heeft sinds midden jaren 90 moeite gehad om senioren aan zich te binden. De aantrekkende kracht van Almere, de studentensteden en het lage niveau van de seniorenteams zorgen voor veel vertrekkende senioren. Dat is ook de reden dat het aandeel dat bij de senioren speelt van het totaal aantal leden maar ongeveer 20% bedraagt.
Dames 1 komt, na promotie in 2012-2013, uit in de 3e klasse. Heren 1 komt uit in de 3e klasse na kampioen te zijn geworden in de 4e klasse. Veteranen speelt na promotie in 2012, in de overgangsklasse (het op 1 na hoogste niveau van Nederland). In 2012-2013 het eerst schrijft de club een veterinnenteam voor de zondag in, en kan de club ook weer een dames 2 inschrijven. In 2013-2014 kan er sinds 10 jaar weer een Veteranen B ingeschreven worden.
MHCL heeft 27 meisjes junioren teams.

MHCL heeft 12 jongens junioren teams.